# Auto promet Sisak
Auto promet Sisak d.o.o. je hrvatska tvrtka čija je osnovna djelatnost cestovni prijevoz putnika. Uz to se bavi servisiranjem gospodarskih vozila te pružanjem kolodvorskih usluga na Autobusnom kolodvoru Sisak.

## Povijest
Trgovačko društvo Auto promet Sisak osnovano je 14.studenog 1958. godine kao poduzeće željezara Autosaobraćaj Sisak sa zadatkom prijevoza željezne rudače, kamena vapnenca, te prijevoza radnika na posao i s posla. U tu svrhu korišteno je 10 kamiona i 6 autobusa.
Već tada se formiraju prve mreže linija za gradsko-prigradsko područje uključujući i jednu međugradsku liniju Lonja – Sisak – Zagreb.
Iz prostora željezare na novu – sadašnju lokaciju (Zagrebačka 19 u Sisku) poduzeće se seli 1. lipnja 1961. godine i mijenja naziv u Auto poduzeće Sisak.
Prolazeći kroz različite faze, u svim svojim razvojnim transformacijama pa i promjenama u imenu, Društvo je zadržalo osnovnu funkciju prijevoza putnika u javnom i cestovnom prometu uz održavanje i remont teretnih motornih vozila.

## Organizacija
Danas je Društvo u potpunom vlasništvu grada Siska, sa 124 zaposlena radnika. Kao jedinstvena radna cjelina sastavljeno je od sljedećih stručnih službi i organizacijskih jedinica:
- Ured uprave,
- Služba ekonomsko-pravnih poslova s Odjelom računovodstva i Odjelom ZNR, PPZ i pumpe za gorivo,
- Služba prometno-tehničkih poslova s Odjelom prometa i Odjelom održavanja, te Odjel interne kontrole.

### Putnički promet
Odjel prometa je najveća poslovna i organizacijska jedinica poduzeća Auto promet Sisak d.o.o. U svom sastavu ima 75 radnika i 48 autobusa. Djelatnost prijevoza putnika obavlja u lokalnom, županijskom, međužupanijskom i međunarodnom prometu. Ukupan broj prevezenih putnika je oko 1,5 milijuna godišnje.
Auto promet Sisak također obavlja kolodvorske usluge na Autobusnom kolodvoru Sisak. Na kolodvoru i u autobusima uvedena je nova tehnologija izdavanja voznih karata.